# The Temperance Lecture
The Temperance Lecture è un cortometraggio muto del 1913 diretto da Ernest Lepard.

## Trama
Un ex alcolizzato provoca un professore per ubriacarsi durante il suo discorso.

## Produzione
Il film fu prodotto dalla HD Films.

## Distribuzione
Distribuito dalla Cosmopolitan Films, il film - un cortometraggio di 192,02 metri - uscì nelle sale cinematografiche britanniche nel febbraio 1913.